# Margaret de Clare (1292–1342)
Margaret de Clare (* Oktober 1292; † April 1342) war eine englische Adlige. Nach dem Tod ihres Bruders, des letzten Earls of Hertford, war sie eine der Erbinnen der Besitzungen der Familie Clare.

## Herkunft und Jugend
Margaret war die zweite Tochter und das dritte Kind von Gilbert de Clare und seiner zweiten Frau Johanna, einer Tochter von König Eduard I. Ihr Vater war einer der reichsten und mächtigsten Adligen Englands, starb jedoch bereits 1295. Nach dem Tod ihres Vaters wuchs Margaret vermutlich bei ihrer Mutter und deren zweiten Ehemann Ralph de Monthermer auf. Ihre Mutter starb im April 1307.

## Erste Heirat
Auf Betreiben ihres Onkels, des englischen Königs Eduard II., heiratete sie am 1. November 1307 in Berkhamsted Castle seinen Favoriten Piers Gaveston. Gegen den Einfluss Gavestons auf den König bildete sich eine Adelsopposition, die Gaveston im November 1311 ins Exil zwang. Nachdem Gaveston einige Monate später dennoch nach England zurückgekehrt war, wurde er von den Adligen unter Führung von Thomas Plantagenet, 2. Earl of Lancaster gefangen genommen und ermordet. Daraufhin nahm der König die verwitwete Margaret in seinen Haushalt auf. 

## Zweite Heirat
Nach dem Tod ihres einzigen Bruders Gilbert, der 1314 in der Schlacht von Bannockburn gefallen war und keine Nachkommen hinterließ, wurde im November 1317 der umfangreiche Besitz ihres Vaters zwischen ihr und ihren beiden Schwestern Eleanor und Elizabeth aufgeteilt. Margaret erhielt Tonbridge in Kent, Thornbury in Gloucestershire sowie zahlreiche weitere verstreute Besitzungen in England sowie die Herrschaft Wentloog in den Welsh Marches, dazu ein Drittel der irischen Herrschaft Kilkenny. Zuvor hatte sie am 28. April 1317 auf Windsor Castle in zweiter Ehe Hugh de Audley, einen Vertrauten des Königs, geheiratet. Zusammen mit ihrem Mann bezog sie Tonbridge Castle, eine Burg aus dem Erbe ihres Vaters.

## Erbstreit mit Hugh le Despenser und Rebellionen
Jedoch schon 1318 beanspruchte der neue königliche Favorit Hugh le Despenser, der Margarets Schwester Eleanor geheiratet hatte, Wentloog für sich. Auf Druck des Königs musste de Audley die Herrschaft an Despenser übergeben. Als Despenser wenig später auch Besitzungen seiner Schwägerin Elizabeth in Südostwales beanspruchte, kam es zu einer Rebellion der walisischen Marcher Lords, der de Audley sich anschloss. Im sogenannten Despenser War konnte der König jedoch die Rebellion niederschlagen. De Audley geriet in Gefangenschaft und entging nur dank der Fürsprache seiner Frau der Hinrichtung. Ihre Besitzungen fielen unter königliche Verwaltung. Während de Audley in Gefangenschaft blieb, durfte sich Margaret in die Priorei von Sempringham zurückziehen. Nach dem endgültigen Sturz von Despenser und von König Eduard II. Ende 1326 erhielten Margaret und de Audley Wentloog und ihre beschlagnahmten Besitzungen wieder zurück. Nachdem de Audley jedoch 1328 an einer erfolglosen Rebellion gegen Roger Mortimer, den Günstling von Königin Isabella beteiligt war, wurde er zur Zahlung einer außerordentlich hohen Geldstrafe in Höhe von £ 10.000 verurteilt, die er jedoch wegen des Sturzes Mortimers und Isabellas Ende 1330 nicht zahlen musste.

## Späteres Leben unter König Eduard III.
Im März 1336 entführte Ralph de Stafford gewaltsam ihre Tochter und Erbin Margaret und heiratete sie. Vermutlich deshalb erhielt Hugh de Audley 1337 einen der 1314 erloschenen Titel seines Schwagers Gilbert de Clare und wurde zum Earl of Gloucester erhoben. Ihr Mann diente dem neuen König Eduard III. mehrfach als Gesandter. Margaret starb vermutlich in Frankreich, als sie ihren Mann auf einer dieser Reisen begleitete.

## Nachkommen
Margaret hatte aus beiden Ehen Kinder. Aus der Ehe mit Piers Gaveston hatte sie eine Tochter:
- Joan Gaveston (1312–1325)

Aus der Ehe mit Hugh de Audley hatte sie eine Tochter: 
- Margaret de Audley († 1348) ⚭ Ralph de Stafford, 1. Earl of Stafford

## Nachwirkung
In Marlowes Drama Edward II ist Margaret de Clare als Braut von Piers Gaveston eine Randfigur. Historisch nicht korrekt wird sie bereits zu diesem Zeitpunkt als Erbin ihres Vaters dargestellt.